# 朱鸣岗

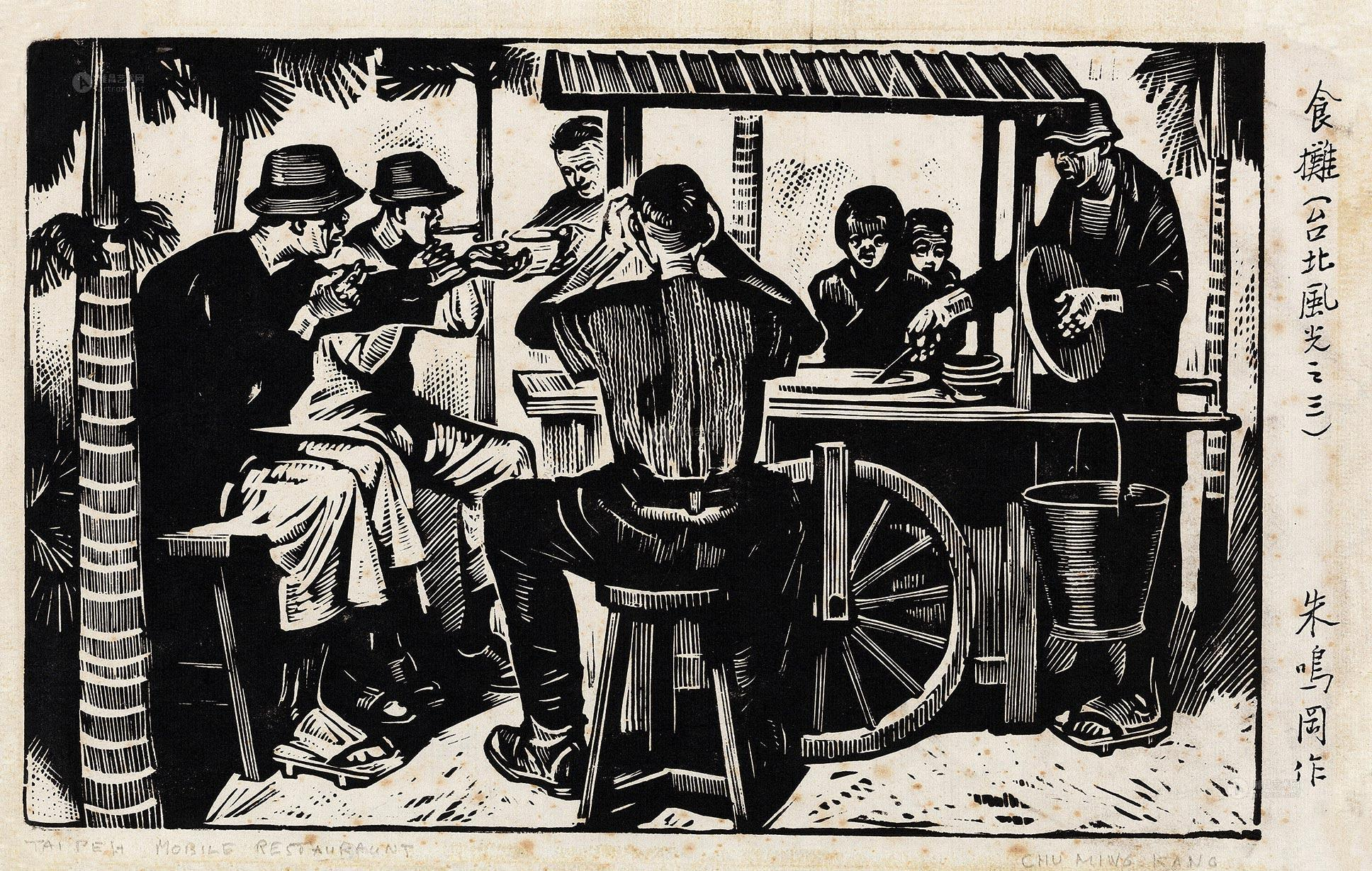
朱鳴岡作品〈食攤〉

朱鸣岗（1915年—2013年7月4日），一作朱鸣冈，男，安徽凤阳人，中国版画家、国画家、书法家、美术教育家，曾任中国美术家协会理事。